# 完顏阿鄰
完顏阿鄰，本姓郭，金朝人，因功獲賜姓完顏。
金宣宗即位後，任阿鄰為通州防禦使。宣宗遷都汴京時，任阿鄰為同知河間府事兼清州防禦使，後來改任橫海軍節度使，賜姓完顏，其後曾擔任泰定軍節度使、山東西路宣撫使。
興定元年（1217年），阿鄰任元帥右都監，出師伐南宋，先勝後敗，阿鄰戰死，追贈金紫光祿大夫及西京留守。

## 延伸阅读
[在维基数据编辑]
 《金史·卷103》，出自脱脱《金史》